# József Tuncsik
József Tuncsik, född den 23 september 1949 i Debrecen, Ungern, är en ungersk judoutövare.
Han tog OS-brons i herrarnas lättvikt i samband med de olympiska judotävlingarna 1976 i Montréal.